# شرکت سیمان دورود

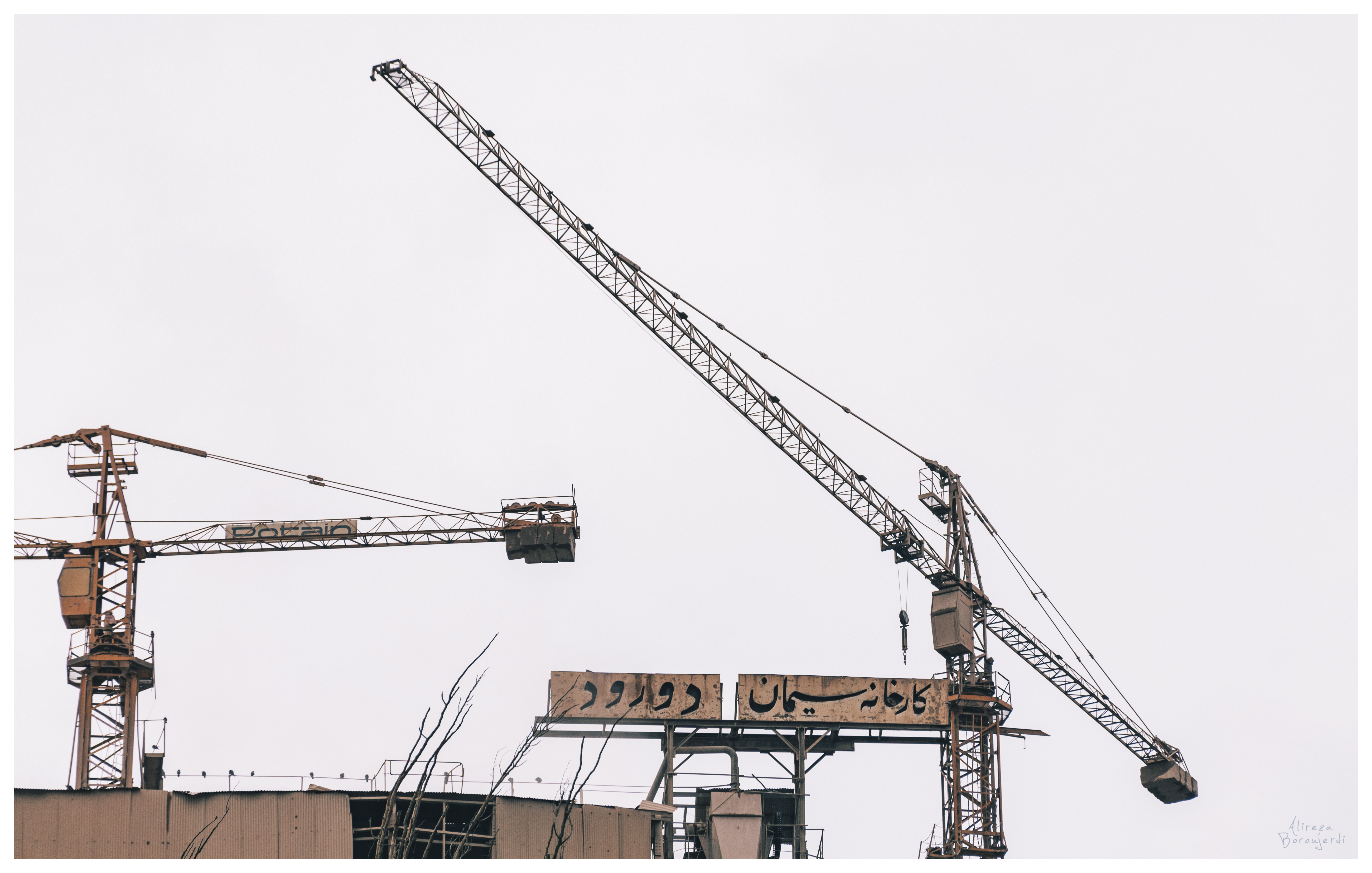
کارخانه سیمان دورود

شرکت سیمان دورود بزرگترین کارخانه شهر دورود و از مهمترین صنایع استان لرستان است که در حال حاضر در سه واحد فعالیت می‌کند. واحد شماره یک این شرکت در سال ۱۳۳۸ افتتاح شد. واحد شماره یک این شرکت توانست تا پایان سال ۱۳۴۳ تولید خود را بیش از هزارتن سیمان در روز افزایش دهد. واحد شماره دو این شرکت در سال ۱۳۴۸ و واحد شماره سه در سال ۱۳۵۹ آغاز به کار نمود.

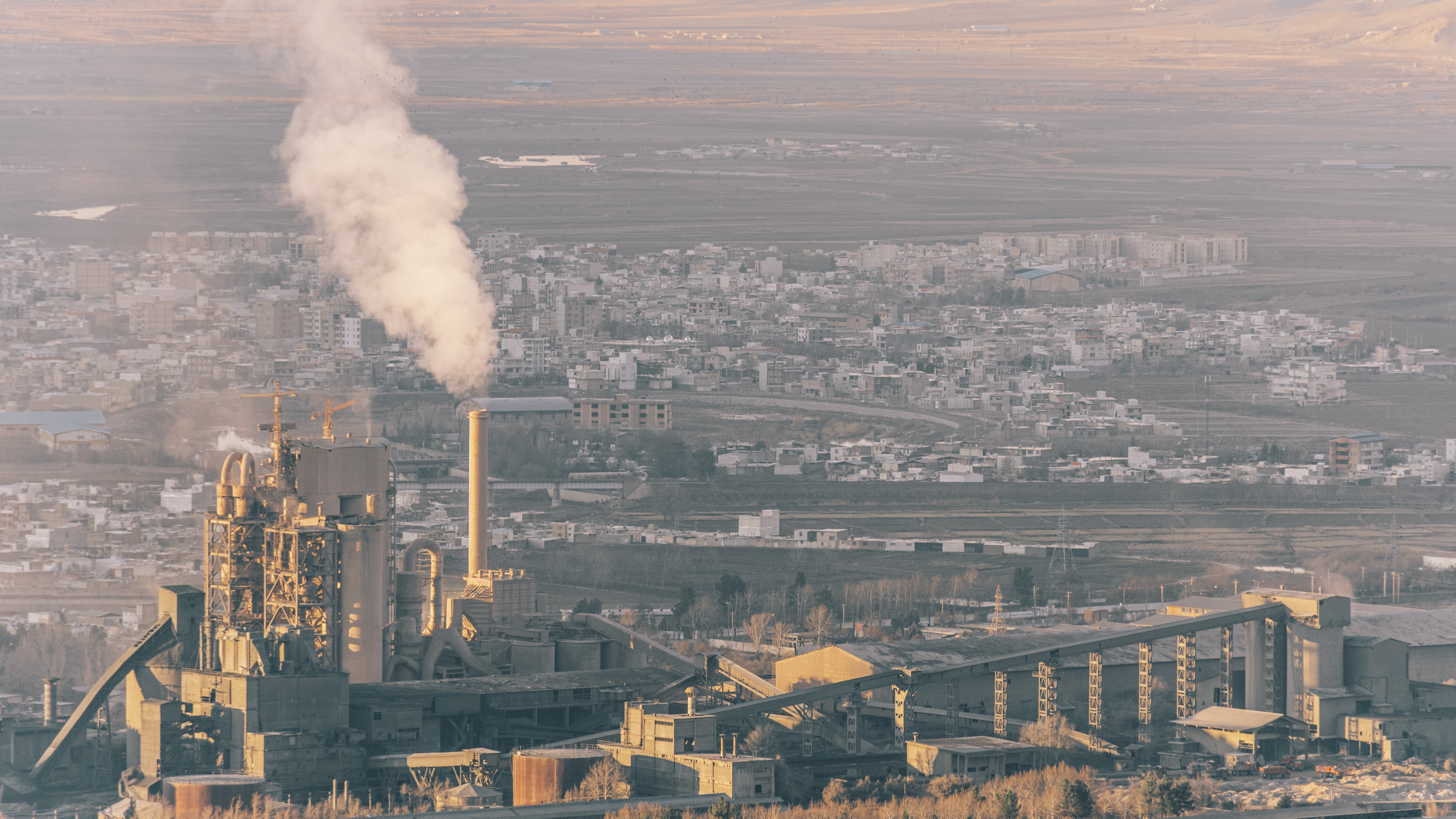
کارخانه جات سیمان دورود